# Oatmeal stout

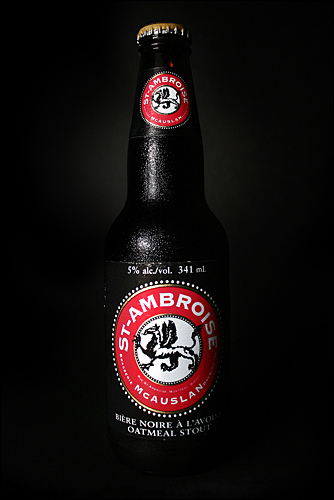
Oatmeal Stout de St-Ambroise

L'oatmeal Stout est un type de bière dérivé des stouts. On la fabrique en ajoutant de la farine d'avoine lors de l'infusion du moût. Le résultat est une bière crémeuse et peu alcoolisée, conseillée pour le dessert, à déguster dans un verre de type pinte.